# Kevin Garnett
Kevin Maurice Garnett (* 19. května 1976, Greenville, Jižní Karolína, USA) je bývalý americký basketbalista, který odehrál 21 sezón v profesionální National Basketball Association. Nastupoval nejčastěji na pozici pivota.
Začínal v Mauldin High School a pak odešel do chicagské Farragut Career Academy. V roce 1995 obdržel titul Mr. Basketball USA pro nejlepšího mladého hráče a téhož roku byl draftován klubem Minnesota Timberwolves, jako první hráč od roku 1975, který šel ze střední školy rovnou do National Basketball Association.
Byl zvolen nejužitečnějším hráčem NBA v roce 2004. V roce 2007 přestoupil z Minnesoty do Boston Celtics, kde získal v roce 2008 titul vítěze NBA. V této sezóně byl také vyhlášen nejlépe bránícím hráčem soutěže. V letech 2013–2015 hrál za Brooklyn Nets a 2015–2016 opět za Minnesotu. Ve své kariéře dosáhl 26 071 bodů, 14 662 doskoků a 5 445 asistencí; je držitelem rekordu soutěže, když jako jediný dosáhl průměru minimálně 20 bodů, 10 doskoků a 5 asistencí v šesti sezónách po sobě. Patnáctkrát byl nominován k NBA All-Star Game a v roce 2003 byl vyhlášen nejužitečnějším hráčem utkání. Jako první v historii NBA byl vyhlášen hráčem měsíce čtyřikrát v jedné sezóně. V roce 2006 získal J. Walter Kennedy Citizenship Award. Časopis Slam ho v roce 2009 zařadil mezi padesát nejlepších basketbalistů historie.
S americkou reprezentací vyhrál mistrovství Ameriky v basketbalu 1999 a olympijský turnaj v roce 2000.
Kariéru ukončil v roce 2016. V roce 2019 hrál cameo roli ve filmu Uncut Gems. V roce 2020 byl uveden do Basketball Hall of Fame.